# William Devane

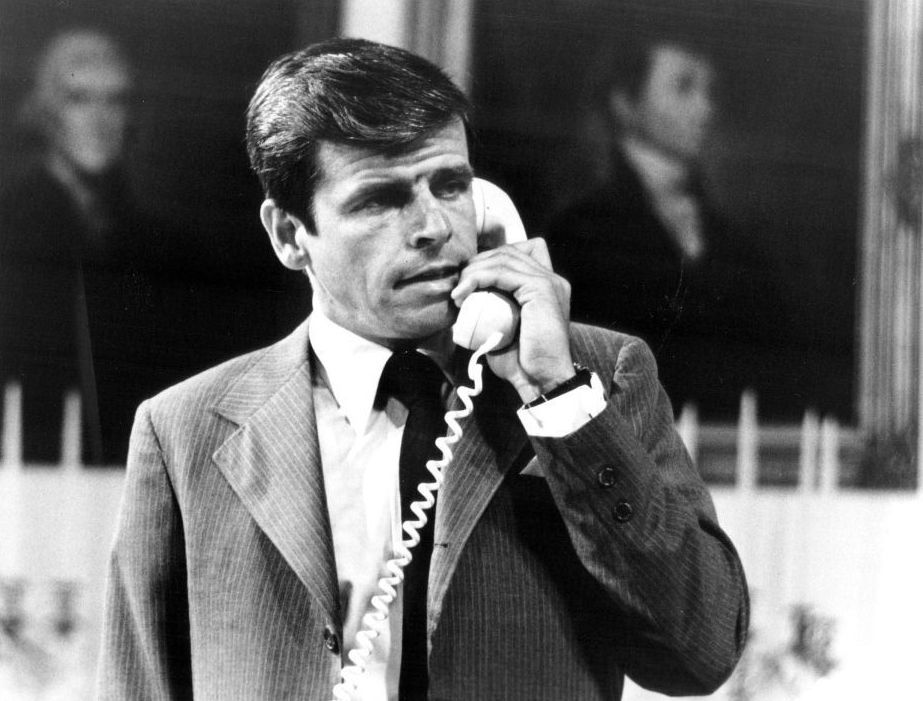
William Devane in The Missiles of October (1974)

William Joseph Devane (* 5. September 1939 in Albany, New York) ist ein US-amerikanischer Film-, Fernseh- und Theaterschauspieler.

## Leben und Karriere
Devane wurde als Sohn von Joseph „Joe“ Devane geboren, der Franklin D. Roosevelts Chauffeur während dessen Zeit als Gouverneur von New York war. Er graduierte an der American Academy of Dramatic Arts in New York City.
Nach seinem Studium begann er seine Bühnenkarriere und hatte sein Broadway-Debüt an der Seite von Shirley Knight in The Watering Place. 1966 spielte Devane Robert F. Kennedy im Off-Broadway-Stück MacBird.
Sein Fernsehdebüt hatte Devane 1967 in der Rolle eines Revolutionärs in der unabhängigen Produktion In the Country. Die Verkörperung John F. Kennedys im Fernsehfilm The Missiles of October, der auf Robert F. Kennedys Buch Thirteen Days basiert und von der Kubakrise handelt, brachte ihm 1974 breite Anerkennung ein. Devane spielte unter anderem in bekannten Spielfilmen wie Alfred Hitchcocks Familiengrab oder in John Schlesingers Der Marathon-Mann mit.
Zudem ist Devane ein gefragter Seriendarsteller. Bekannt wurde er mit der Figur des Greg Sumner in der Fernsehserie Unter der Sonne Kaliforniens, den er zehn Jahre verkörperte. Zudem spielt er oft politische Charaktere. Seit der Episode 7.20 spielt er den US-Präsidenten in der Science-Fiction-Serie Stargate – Kommando SG-1 und deren Ableger Stargate: Continuum und bei 24 (Staffeln 4 bis 6) spielte er den US-Verteidigungsminister und in der gleichen Rolle den US-Präsidenten in deren Fortsetzung 24: Live Another Day, sowie in The West Wing in mehreren Folgen den US-Außenminister.
Devane war mehrfach für den Emmy Award und den Golden Globe nominiert; für die Fernsehserie Unter der Sonne Kaliforniens wurde er mehrfach mit dem Soap Opera Digest Award ausgezeichnet.
Seit 1961 ist er mit Eugenie Devane verheiratet, mit der er zwei Kinder hat.

## Filmografie

### Als Schauspieler
- 1971: McCabe & Mrs. Miller
- 1971: Mortadella
- 1974: The Missiles of October
- 1975: Der einsame Job (Report to the Commissioner)
- 1976: Familiengrab (Family Plot)
- 1976: Der Marathon-Mann (Marathon Man)
- 1977: Der Mann mit der Stahlkralle (Rolling Thunder)
- 1977: Die Bären bleiben am Ball (The Bad News Bears in Breaking Training)
- 1977: Großalarm (Red Alert)
- 1978: Die Bären sind nicht mehr zu bremsen (The Bad News Bears Go to Japan)
- 1979: Yanks – Gestern waren wir noch Fremde (Yanks)
- 1981: Red Flag: The Ultimate Game (Fliegerfilm)
- 1983: Das letzte Testament (Testament)
- 1983–1993: Unter der Sonne Kaliforniens (Knots Landing)
- 1987: Die Zeitfalle (Timestalkers)
- 1992: Hölle der Leidenschaft (Obsessed)
- 1994: For the Love of Nancy
- 1995: Schreckensflug der Boeing 767 (Falling from the Sky: Flight 174)
- 1995: Killervirus – In deinen Adern fließt der Tod (Virus)
- 1995: Die Rembrandt-Connection (Night Watch)
- 1996: Zur Lüge gezwungen (Forgotten Sins)
- 1997: Asteroidenfeuer – Die Erde explodiert (Doomsday Rock)
- 1997: Nach gefährlichen Regeln (Exception to the Rule)
- 1999: Payback – Zahltag (Payback)
- 2000: Space Cowboys
- 2000: Hollow Man – Unsichtbare Gefahr (Hollow Man)
- 2001: Race to Space – Mission ins Unbekannte (Race to Space)
- 2002: Behind the Badge – Mord im Kleinstadtidyll (The Badge)
- 2002: Akte X – Die unheimlichen Fälle des FBI (The X-Files, Fernsehserie, Folgen 9x20–9x21)
- 2003: The West Wing – Im Zentrum der Macht (The West Wing, Fernsehserie, 2 Folgen)
- 2003: Monte Walsh – Der letzte Cowboy (Fernsehfilm)
- 2005–2007: 24 (Fernsehserie, 20 Folgen)
- 2006: Jesse Stone – Totgeschwiegen (Death in Paradise, Fernsehfilm)
- 2007: Jesse Stone – Alte Wunden (Sea Change, Fernsehfilm)
- 2008: Stargate: Continuum
- 2009: Jesse Stone – Dünnes Eis (Jesse Stone: Thin Ice)
- 2010: Jesse Stone – Ohne Reue (Jesse Stone: No Remorse)
- 2010: Navy CIS (NCIS, Fernsehserie, Folge 8x02)
- 2010: Psych (Fernsehserie, Folge 5x06)
- 2011: Jesse Stone – Verlorene Unschuld (Innocents Lost, Fernsehfilm)
- 2012: Jesse Stone – Im Zweifel für den Angeklagten (Benefit of the Doubt, Fernsehfilm)
- 2012: The Dark Knight Rises
- 2012–2015: Revenge (Fernsehserie, 89 Episoden)
- 2013: Bad Turn Worse
- 2014: 24: Live Another Day (Miniserie, 12 Folgen)
- 2014: Interstellar
- 2015: Jesse Stone – Lost in Paradise (Fernsehfilm)
- 2015–2016: The Grinder – Immer im Recht (The Grinder, Fernsehserie, 22 Folgen)
- 2022: Bosch: Legacy (Serie, 4 Folgen)

### Als Regisseur
- 1989–1992: Unter der Sonne Kaliforniens (4 Episoden)

### Als Drehbuchautor
- 1987–1993: Unter der Sonne Kaliforniens (4 Episoden)